# Joe Manchin
Joseph Anthony „Joe“ Manchin III. (24. srpna 1947 Farmington) je americký politik za Demokratickou stranu, v letech 2005–2010 guvernér Západní Virginie v letech 2010–2025 senátor Senátu Spojených států amerických za Západní Virginii.
Celoživotně patří mezi středovější členy Demokratické strany a v Senátu spolupracuje a hlasuje i se svými kolegy z Republikánské strany, například na podzim 2018 jako jediný člen Demokratické strany hlasoval pro kandidaturu Bretta Kavanaugha do Nejvyššího soudu Spojených států amerických.
Po otci je italského původu (příjmení je odvozeno od italského Mancini), jeho prarodiče z matčiny strany byli přistěhovalci z Československa. Vystudoval bakaláře v oboru obchodní administrativy na Západovirginské univerzitě a v mládí i po skončení studií pracoval v obchodě s nábytkem a koberci, který patřil jeho otci.
Je ženatý a s manželkou mají tři děti.